# Pukaviks varv

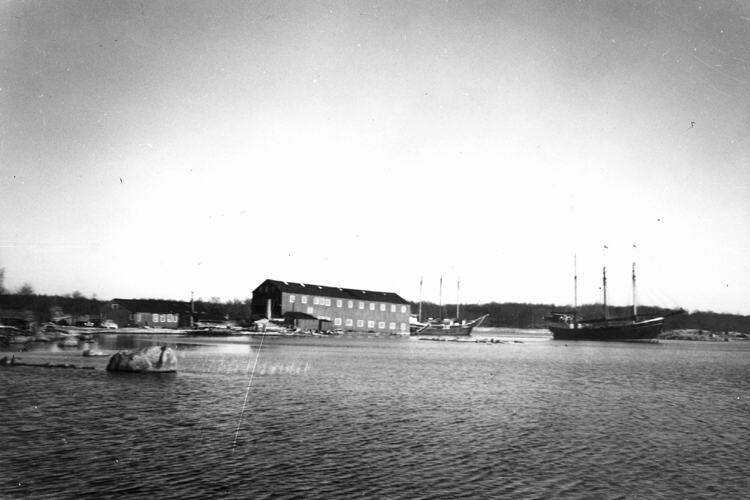
Pukaviks skeppsvarv i Björkenäs. Skutan till höger är Eolus eller Ariel. Eolus byggdes 1947 och Ariel 1948.

Pukaviks varv, även kallat varvet vid Björkenäs,  var ett skeppsvarv vid Pukavik i Mörrums socken, Karlshamns kommun. Det hette under mitten av 1900-talet Albert Svenssons varv. Varvet grundades av skeppsbyggmästare Carl Johansson (1859-1954).
Varvet byggde bland annat större fiskebåtar och skonare.

## Kända båtar byggda på varvet

### Hulda af Ven
Hulda af Ven byggdes år 1895 som en tvåmastad skonert i ek och furu, och levererades 1896 till Skillinge i Skåne. Hon användes som fraktfartyg utefter Skånes kust och västkusten innan hon såldes till en redare på Ven år 1945. Där köptes hon år 1956 av Europafilm för att vara med i filmen "Där möllorna gå..." vilket var Edvard Perssons sista film. Hulda seglades därefter upp till Stockholms skärgård och Lilla Lökholmen, där hon slet sig under en storm 1957 och kantrade. I kantrat tillstånd gjorde Hulda ytterligare ett filmframträdande i filmen Enslingen i blåsväder, med Stig Järrel, för att vid en kommande storm sjunka. Hon ligger på 9 meters djup och finns utmärkt som ett vrak lämpligt att dyka till.

### Eolus, Black Pearl
År 1909 byggdes skonaren Svarta Opalen, senare omdöpt till Svarta pärlan, Black Pearl, ägdes på 1950-talet av skådespelaren Errol Flynn. Robert Altmans film Karl-Alfred spelades in på Svarta Pärlan 1979 och idag 
är fartyget en restaurang på Malta.

### Sofia, Blue Wind, Sofia
Sofia byggdes år 1921 som en tremastskonare, och fick en 80 Hk hjälpmotor installerad år 1923. Dess första hemmahamn var Göteborg, och sedan höll den sig med olika hemmahamnar på Västkusten, fick en större motor 1947, innan hon på 60-talet omriggades till en tvåmastare. 1969 såldes hon till Kalmar och bytte namn till Blue wind, för att där hittas av ett gäng ungdomar från USA som ville köpa en segelbåt för att renovera och ha som ett kollektiv för en jordenruntsegling. De döpte tillbaka henne till Sofia, renoverade och byggde om henne på ett varv i Vigo i Spanien så hon åter fick tre master och lastutrymmet blev salong och kojplatser. 1972 påbörjade hon en världsomsegling som varade i nio år innan hon avslutade den i New York våren 1978. Där var hon som en marknadsplats för exotiska handarbeten samtidigt som de renoverade henne för ännu en världsomsegling. Den resan påbörjdes oktober 1978. När hon kom till Nya Zeeland tränade de upp en ny besättning efter lite reparationer på Sydön, när de blev kontaktade av ett filmbolag som skulle göra en film om piraten  Bully Hayes. Sofia avseglade från Nelson den 19 februari 1982 mot Auckland på Nordön. Den 23 februari blåste det upp till svår storm, och Sofia springer läck och kapsejsar. En ung kvinnlig besättningsman avled och de övriga 16 räddades efter 5 dagar i livbåtar.
Pamela Sisman Bitterman, som reste med Sofia, gav 2004 ut boken Sailing to the Far Horizon; The Restless Journey and Tragic Sinking of a Tall Ship, utgiven på svensk år 2010 med medförfattare Lars Hässler med titeln  MOT SÖDERHAVET. Segelfartyget Sofias seglats och tragiska undergång.

### M/S Orion, Earl of Pembroke

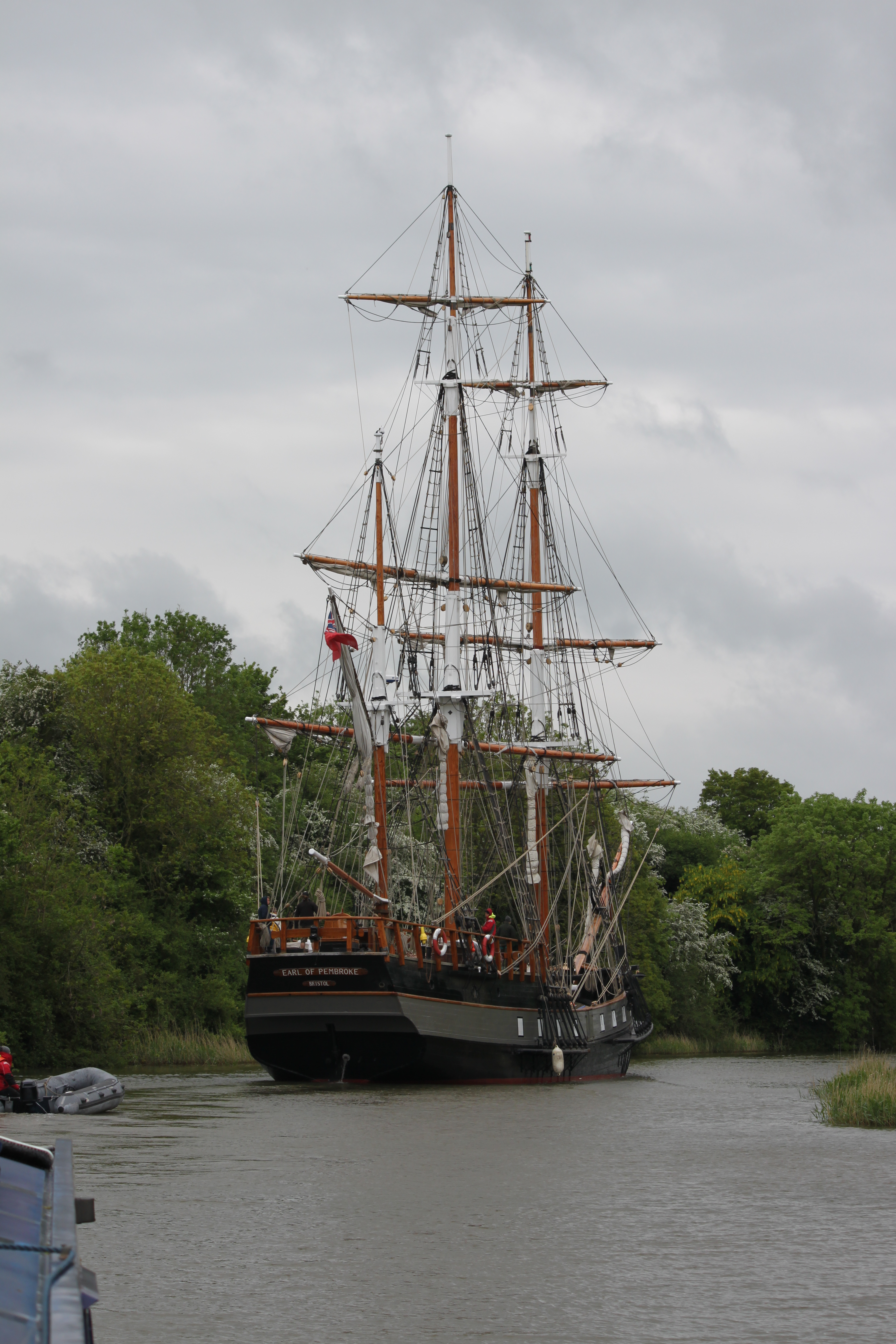
Earl of Pembroke i Gloucester-Sharpness kanal 2008

M/S Orion byggdes 1945 och gick på Östersjön som timmerbåt innan hon såldes och torrlades i Danmark 1974. 1980 fördes hon till Storbritannien och restaurerades fullständigt från 1985, och gjordes om till ett barkskepp. Hon bytte samtidigt namn till Earl of Pembroke. Hennes nya utseende skulle efterlikna James Cooks båt HMS Endeavour. Hon medverkade i flertalet filmer, däribland Hornblowers äventyr, Piratgrottans hemlighet, Cloud Atlas, och Alice i Underlandet.
2 december 2022 skrotades hon i Holland för att den dåvarande ägaren inte hade råd att underhålla henne.